# 상지은니 묘법연화경
상지은니 묘법연화경(橡紙銀泥 妙法蓮華經)은 중국 후진의 구마라습(鳩摩羅什)이 번역한 《묘법연화경》 7권을 고려 공민왕 22년(1373)에 은색 글씨로 정성들여 옮겨 쓴 불경이다. 뒷면에 '영암도갑사유전(靈巖道岬寺留傳)', '당사유전(當司留傳)'이라고 먹으로 쓴 기록이 몇 군데에 보이고 있어 원래 전라남도 영암의 도갑사 소장본이었음을 알 수 있다.
1976년 4월 23일 대한민국의 국보 제185호 상지은니묘법연화경 권제1~7(橡紙銀泥妙法蓮華經 卷第一~七) 지정되었다가, 2010년 8월 25일 현재의 명칭으로 변경되었다.

## 개요
묘법연화경은 줄여서 ‘법화경’이라고 부르기도 하는데, 우리나라 천태종의 근본경전으로 부처가 되는 길이 누구에게나 열려 있음을 기본사상으로 하고 있다. 화엄경과 함께 우리나라 불교사상의 확립에 가장 크게 영향을 끼쳤으며, 삼국시대 이래 가장 많이 유통된 불교경전이다.
이 책은 후진의 구마라습(鳩摩羅什)이 번역한 『묘법연화경』 7권을 고려 공민왕 22년(1373)에 은색 글씨로 정성들여 옮겨 쓴 것이다. 각 권은 병풍처럼 펼쳐서 볼 수 있는 형태로 되어 있으며, 크기는 세로 31.4cm, 가로 11.7cm이다.
책 끝의 기록에 의하면 당시 봉상대부 허칠청의 시주로 간행하였음을 알 수 있다. 뒷면에 '영암도갑사유전(靈巖道岬寺留傳)'또는 '당사유전(當司留傳)'이라고 먹으로 쓴 기록이 몇 군데에 보이고 있어 원래 전라남도 영암의 도갑사 소장본이었음을 알 수 있다.
불경의 내용을 요약하여 그린 변상도(變相圖)는 없으나, 정성들여 만들었고 보존이 잘 된 편이다. 특히 이 책은 일본으로 유출되었다가 최근에 되찾아온 것으로서 더욱 중요하게 평가된다.

## 같이 보기
- 묘법연화경

## 참고 자료
- 상지은니 묘법연화경 - 국가유산청 국가유산포털